# 구시마키

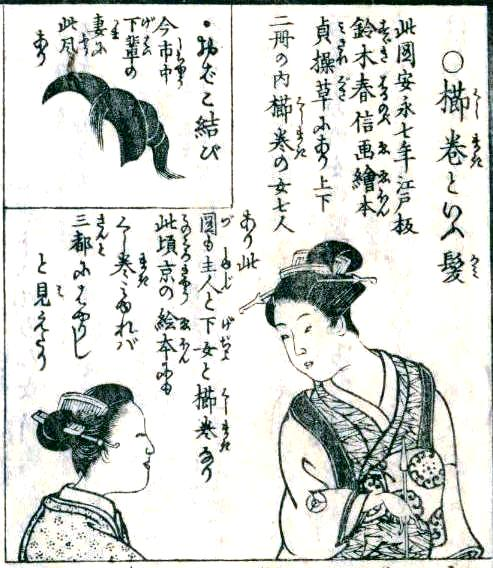

구시마키(櫛巻き)는 일본식 헤어스타일 중 한 가지이다. 머리를 끈으로 묶지 않고 빗에 감아 머리 위로 틀어올린다.